# 홍합
홍합 (紅蛤, 영어: Korean mussel, hard-shelled mussel), 담치, 참담치는 담치목 홍합과에 속하는 조개이다. 담채, 이패, 해폐라고도 한다. 한국에서 주로 잡히는 홍합은 학명 Mytilus coruscus이나, 영어의 mussel은 이보다는 넓은 홍합과의 여러 조개들을 이른다.

## 길이
홍합은 손바닥의 1/3만한 크기이고, 길쭉한 모양으로, 깊이 20m 정도 물 속 바위에 붙어 산다.

## 제철
한국에서 홍합이 가장 맛있는 시기는 10월부터 12월 사이이다.

## 집
홍합은 환경이 변해도 잘 자란다. 오염된 물을 먹고 몸 속에 오염 물질을 남겨 놓기도 한다. 그래서 홍합으로 물이 얼마나 오염되었는지를 알 수 있다. 오염된 홍합을 잘못 먹으면 탈이 날 수 있다.

## 과학적 용도
홍합의 족사는 신형 접착제의 원료로 각광받고 있다. 또한 피가 나지 않는 주사바늘 등에도 사용된다.